# Ганькевич, Павел Дмитриевич
Павел Дмитриевич Ганькевич (род. 22 апреля 2003, Москва, Россия) — российский баскетболист, играющий на позиции лёгкого форварда.

## Карьера
Ганькевич начал заниматься баскетболом в системе клуба ЦСКА.
В сезоне 2019/2020 Ганькевич перешёл в «Химки». 2 года Павел провёл в команде ДЮБЛ, а в сезоне 2021/2022 дебютировал за молодёжную команду в Единой молодёжной лиге ВТБ и стал бронзовым призёром турнира. В 34 матчах его средняя статистика составила 8,1 очка, 5,9 подбора и 1,2 передачи.
Летом 2022 года Ганькевич перешёл в «Руну». В начале сезона 2022/2023 Павел выступал в основном за молодёжную команду. По итогу регулярного сезона Единой молодёжной лиге ВТБ Ганькевич был включён в символическую пятёрку. В 37 матчах турнира статистика Павла составила 10,8 очка, 7,5 подбора, 1,3 передачи и 1,1 перехвата.
Во второй половине сезона 2022/2023 Ганькевича начали привлекать в основной состав «Руны». В составе команды Павел стал серебряным призёром Суперлиги.
В июне 2023 года Ганькевич подписал 4-летний контракт с «Нижним Новгородом».

## Сборная России
В январе 2023 года Ганькевич принял участие в просмотровом сборе сборной России.

## Личная жизнь
Брат Александр (род. 1995) также баскетболист. В сезоне 2023/2024 братья играли вместе за «Нижний Новгород».

## Достижения
- Серебряный призёр Суперлиги: 2022/2023
- Бронзовый призёр Единой молодёжной лиги ВТБ: 2021/2022